# Ромбомер
Ромбоме́р (англ. rhombomere) — сегмент развивающегося ромбовидного мозга. Наличие ромбомеров свойственно хордовым животным в период эмбрионального развития. Ромбомеры имеют вид серии поперечных утолщений на поверхности ромбовидного мозга. У зародыша человека имеется девять ромбомеров — первый из них, расположенный наиболее рострально, носит название «перешеек», остальным присвоены номера — от Rh1 до Rh8.
Клетки соседних ромбомеров не смешиваются. Клетки нервного валика каждого из ромбомеров дают начало разным ганглиям и нейронным пучкам. Развитие ромбомеров предопределяется характером экспрессии регуляторных генов HOX.
Развитый ромбовидный мозг состоит из продолговатого мозга, моста и мозжечка.
| Первичный мозговой пузырь | Вторичные мозговые пузыри | Первичные ромбомеры | Вторичные ромбомеры |
| ------------------------- | ------------------------- | ------------------- | ------------------- |
| Ромбэнцефалон (Rh)        | Метэнцефалон (Mt)         | A                   | Перешеек (истмус)   |
| Ромбэнцефалон (Rh)        | Метэнцефалон (Mt)         | A                   | Rh1                 |
| Ромбэнцефалон (Rh)        | Метэнцефалон (Mt)         | A                   | Rh2                 |
| Ромбэнцефалон (Rh)        | Метэнцефалон (Mt)         | A                   | Rh3                 |
| Ромбэнцефалон (Rh)        | Миелэнцефалон (My)        | B                   | Rh4                 |
| Ромбэнцефалон (Rh)        | Миелэнцефалон (My)        | C                   | Rh5                 |
| Ромбэнцефалон (Rh)        | Миелэнцефалон (My)        | C                   | Rh6                 |
| Ромбэнцефалон (Rh)        | Миелэнцефалон (My)        | C                   | Rh7                 |
| Ромбэнцефалон (Rh)        | Миелэнцефалон (My)        | D                   | Rh8                 |

## Функции
На ранних стадиях развития нервной трубки происходит сегментация нейроэпителия. Эта сегментация превращается в серию нейромеров. Каждый сегмент называется ромбомером и каждый ромбомер, в свою очередь, развивает свой собственный набор ганглиев и нервов. Позже в развитии ромбомеры образуют ромбоцефалон, который образует задний мозг у позвоночных. Каждый ромбомер экспрессирует свой собственный уникальный набор генов, который, как было показано, влияет на постнатальные ритмические поведения, такие как дыхание, жевание и ходьба. Эксперименты с мышами показали, что формирование паттерна нервной трубки в ромбомерные сегменты может регулировать пространственное и временное появление центрального генератора паттерна. Ромбомеры считаются самоуправляемыми единицами развития, при этом определенные аспекты фенотипа ромбомеров определяются во время формирования. Каждый ромбомер экспрессирует уникальную комбинацию транскрипционных факторов, и поэтому каждый ромбомерный домен имеет свои собственные отчетливые молекулярные сигналы, которые теоретически могут устанавливать специфичные для ромбомеров паттерны дифференцировки нейронов. Некоторые из этих популяций нейронов были идентифицированы у некоторых видов. Многие из зрелых ядер заднего мозга могут занимать либо одну, либо несколько областей, происходящих из ромбомеров. Было показано, что вестибулярные ядра охватывают все ромбомеры, некоторые коррелируют с границами ромбомеров.
Ромбомеры определяют характер последующего созревания ромбовидного мозга в его конечные отделы такие как мост, мозжечок и продолговатый мозг.
Клетки, формирующие границы выпуклостей ромбомеров, пролиферируют намного быстрее, чем клетки в середине. Также клеткам очень трудно переходить с одного ромбомера на другой, поэтому они, как правило, остаются в пределах одного ромбомера. Каждый ромбомер в конечном итоге дает начало одному или нескольким типам вестибулярных нейронов. Однако это не обязательно зависит от сегментации. Двигательные нервы формируются в зависимости от ромбомерных паттернов, но каждый нерв может исходить либо из одного ромбомера, либо из пары соседних ромбомеров. Кроме того, считается, что правильное развитие различных глоточных дуг зависит от взаимодействия со специфическими ромбомерами. С помощью этих механизмов клетки нервного гребня, например, из каждого ромбомера дают начало различным ганглиям или кластерам нейронов. Многие из этих ромбомеров были в той или иной степени картированы у других видов, но не у человека. Например, было показано, что r2 дает начало тройничному ганглию, тогда как r4, как было показано, дает начало коленчатому ганглию, а также спиральному ганглию и ганглию Скарпа. r5 и r6 дают начало отводящему нерву, а нижняя часть r6 и верхняя часть r7 дают начало каменистому ганглию. Наконец, граница r7, которая не контактирует с r6, дает начало яремным/узловым ганглиям. Однако эти сопоставления нельзя экстраполировать на разные виды.